# 다니얼 칸
다니얼 마리뉘스 칸(네덜란드어: Daniel Marinus Kan IPA: [ˈdaːniəl ˈmaːrinʏs kɑn], 히브리어: דָּנִיֵּאל מַרִינוּס קַאן 다니옐 마리누스 칸, 1927–2013)은 네덜란드의 수학자이다. 호모토피 이론 및 범주론에 공헌하였다. 수반 함자를 발견하였다.

## 생애
1927년 8월 4일 암스테르담에서 태어났다. 학사 학위 및 석사 학위를 암스테르담 대학교에서 수여받았고, 1955년에 예루살렘 히브리 대학교에서 사무엘 에일렌베르크 아래 박사 학위를 수여받았다. 1959년에 매사추세츠 공과대학교의 수학 교수로 부임하였다.
1958년에 범주론 및 수학 전반의 핵심적 개념인 수반 함자를 발견하였고, 1960년에는 칸 확대를 도입하였다. 이 밖에도, 단체 집합의 모형 범주 구조에서의 칸 복합체를 정의하였다. 1982년에 왕립 네덜란드 아카데미(네덜란드어: Koninklijke Nederlandse Akademie van Wetenschappen)의 회원으로 선출되었다.
1993년에 매사추세츠 공과대학교에서 은퇴하였다. 2013년 86세 생일에 매사추세츠주 뉴턴에서 사망하였다.

## 같이 보기
- 정규화 사슬 복합체
- 칸 확대